# Мирчо Икономов
Мирчо Икономов е български революционер, струмишки деец на Вътрешната македоно-одринска революционна организация.

## Биография
Мирчо Икономов е роден в град Кукуш, тогава в Османската империя, днес Килкис, Гърция. Присъединява се към ВМОРО. По време на Илинденско-Преображенското въстание през лятото на 1903 година е четник при Кръстьо Асенов в Кукушко. След погрома на въстанието продължава революционната си дейност и е четник при Христо Чернопеев. По-късно става самостоятелен войвода в Струмишко. Делегат е на Струмишкия окръжен конгрес, проведен в Огражден през август на 1905 година.
След Младотурската революция в 1908 година става член на Народната федеративна партия (българска секция) в Кукуш. Икономов става съдия в Струмица. След обезличаването на Хуриета, Икономов е против възстановяването на Революционната организация. В 1912 година „Държавен вестник“ пренася телеграма от 15 (28) юли от Солун, според която според непотвърден слух на 13 (26) юли Мирчо Икономов с револвер убил един бей и един офицер в Струмица, след което забягал.